# Handi

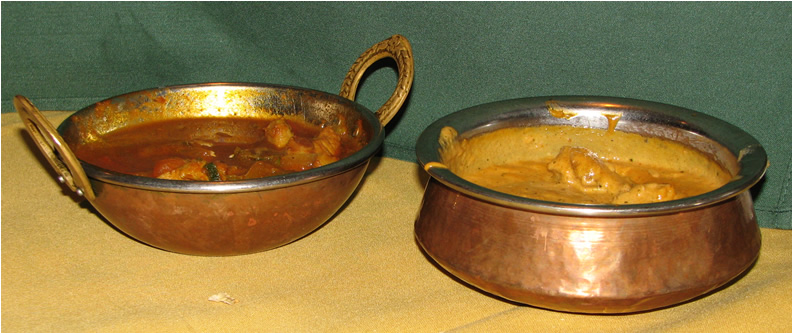
Un handi (derecha) y karahi (izquierda) pequeños decorativos, usados para servir comida india.

Un handi es un recipiente de cocina hondo con boca estrecha usada en las cocinas india y pakistaní. Como hay muchos platos indios y pakistaníes específicos preparados en él, sus nombres reflejan este uso, como en el caso del handi biryani.   
Los handis se parecen a los beanpots estadounidenses, las soupières francesas y las ollas mexicanas y españolas, usándose de forma parecida.